# Râul Leitha
Leitha (în maghiară Lajta) este un râu care străbate Austria și Ungaria, fiind unul dintre afluenții Dunării. Lungimea sa este de 180 km. Până în 1921 a constituit o parte a graniței dintre Austria și Ungaria. De aici provine și denumirea de Cisleithania pentru jumătatea austriacă a Austro-Ungariei, respectiv Transleithania pentru cea maghiară.

## Orașe
Pe cursul râului se află Bruck an der Leitha și Mosonmagyaróvár.